# República Manhuassu
República Manhuassu ou República de Manhuassu foi um microestado proclamado em 15 de maio de 1896, no município de Manhuassu, Minas Gerais, e que durou vinte e dois dias. O coronel Serafim Tibúrcio da Costa liderou um grupo de aproximadamente 800 homens armados na invasão da cidade. O bando decretou a região como um país independente.
A reviravolta ocorreu quando ele tentou se reeleger, mas foi derrotado. Serafim Tibúrcio não se conformou com o resultado e partiu para a capital mineira para falar com o governador Crispim Jaques Bias Fortes, que não deu ouvidos à reclamação do derrotado.
Ao retornar, Serafim encontrou a região do Bairro Coqueiro completamente desabitada pelo então Coronel Nicolau da Costa Matos (Ex-chefe do Executivo, o 3º Prefeito), nomeado delegado de polícia pelo novo prefeito, o Vigário Odorico Dolabela. Os moradores do bairro seguiram Serafim Tibúrcio para fora do município, em entendimento que o coronel se mudaria para Caratinga de vez, dando término à sua vida política.

## Início do Movimento

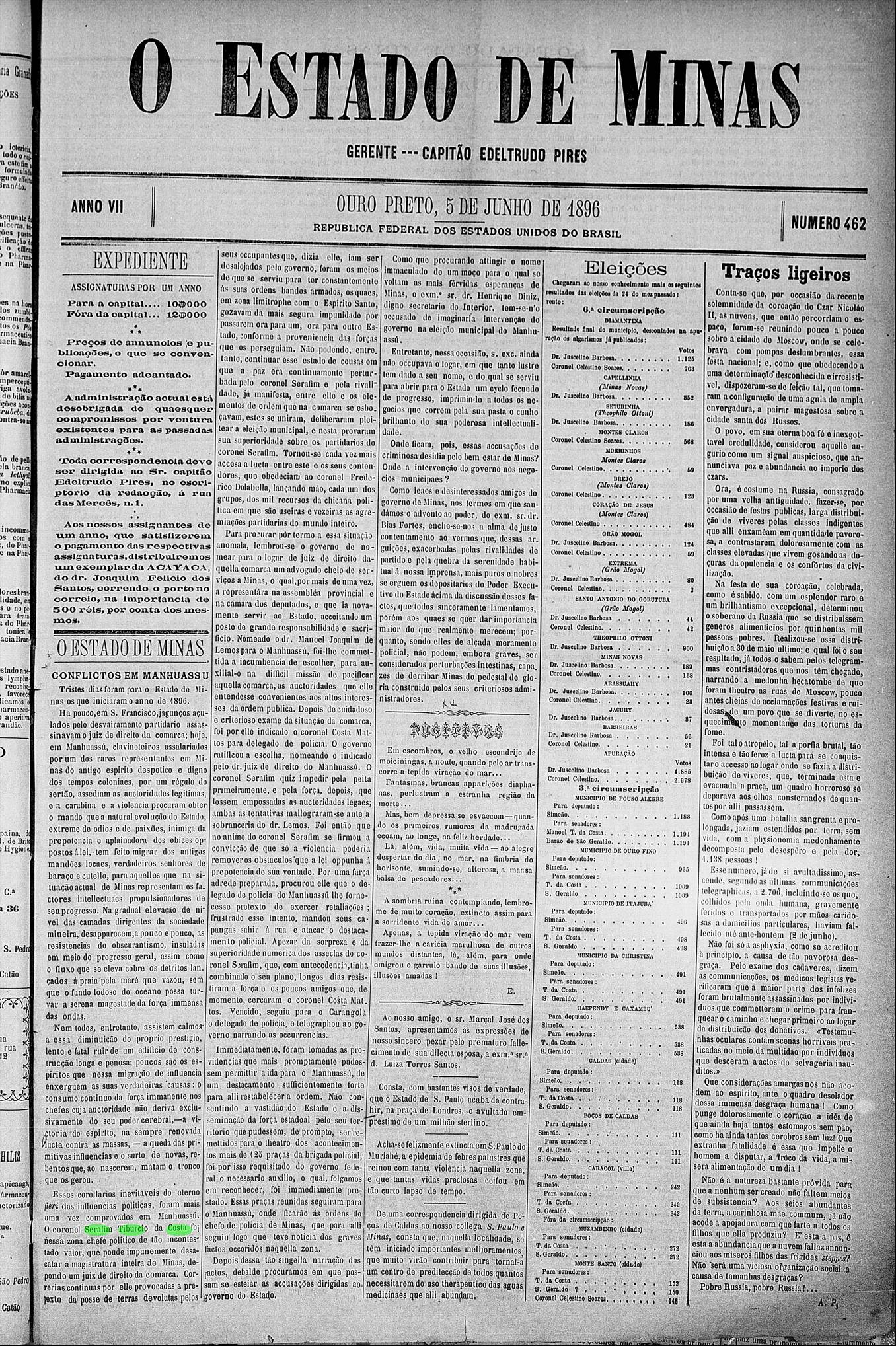
Primeira página do O Estado de Minas, de número 462, datado de 5 de junho de 1896. Nela narra o conflito ocorrido em Manhuassu (grafia hoje Manhuaçu)

Em 1892, foi eleito prefeito de São Lourenço do Manhuassu, o coronel Serafim Tibúrcio da Costa, além de delegado, o coronel era famoso na cidade por sua atividade de coletor de impostos. De acordo com pesquisa da Secretaria de Comunicação Social de Manhuaçu, durante o período em que morou lá, Serafim também acumulou denúncias de assassinato e outros crimes. Em 1894, tentou a reeleição e foi derrotado pelo padre Odorico Dolabela, que concorreu de modo fraudulento. O coronel Tibúrcio reuniu documentos e recorreu ao governador Crispim Jaques Bias Fortes, porém este não o apoiou na reivindicação.

## Revolta e Tomada de Manhuassu
Apoiado pelo coronel João do Santos Coimbra, o coronel Tibúrcio reuniu um contingente de 800 homens e invadiu Manhuassu em 1896. Então, tomou o controle da região e proclamou a república independente do Brasil a 15 de maio de 1896. Em seguida, o coronel avançou em direção à divisa com o estado do Espírito Santo com a política de distribuição de lotes e abertura de estradas.

## Fim da República
A autoridade estadual foi informada, mandou uma tropa para combatê-los, mas foi derrotada. Então, pediu ajuda ao presidente da República e as tropas do exército vieram e combateram os revoltosos, derrotados fugiram em direção ao Espírito Santo.